# Полякова, Людмила Петровна
Людми́ла Петро́вна Поляко́ва (род. 28 января 1939, Москва) — советская и российская актриса, народная артистка Российской Федерации (1999).

## Биография
Людмила Полякова родилась 28 января 1939 года в Москве.
В 1964 году окончила Высшее театральное училище (институт) имени М. С. Щепкина при Государственном академическом Малом театре России (курс Виктора Ивановича Коршунова).
Работала в театрах:
- 1964—1965 — Московский драматический театр на Малой Бронной,
- 1965—1982 — Московский драматический театр имени К. С. Станиславского,
- 1982—1987 — Московский театр на Таганке,
- 1987—1990 — Театр «Школа драматического искусства» (Москва).

В 1990 году была приглашена в Государственный академический Малый театр России в Москве под руководством народного артиста СССР Юрия Мефодьевича Соломина, в труппе которого служит по настоящее время.

### Семья
Была замужем за актёром Василием Бочкарёвым. Второй раз вышла замуж за лётчика. Вскоре развелись. В 1974 году родила сына Ивана. Внучка Александра. Сын с семьёй живёт в Испании.

## Творчество

### Работы в театре

#### Московский драматический театр имени К. С. Станиславского(1965—1982)
- 1978 — «Первый вариант Вассы Железновой» М. Горького. Режиссёр: А. А. Васильев — Наталья

#### Государственный академический Малый театр(Москва) (с 1990)
- 1990 — «Живой труп» по одноимённой пьесе Льва Толстого (режиссёр-постановщик — Виталий Соломин; премьера — 12 мая 1984 года) — Настасья Ивановна
- 1990 — «Дикарка» по одноимённой пьесе Александра Островского и Николая Соловьёва (режиссёр-постановщик — Виталий Соломин; премьера — 28 декабря 1990 года) — Мавра Денисовна, нянька Вари Зубаревой
- 1991 — «Детоубийца» («Царь Пётр и Алексей») по одноимённой пьесе Фридриха Горенштейна (режиссёр-постановщик — Владимир Бейлис; премьера — 27 декабря 1991 года) — Евдокия Фёдоровна, царица, первая жена Петра Алексеевича
- 1992 — «Недоросль» по одноимённой пьесе Дениса Фонвизина (постановка — Виталий Иванов, режиссёры — Виталий Коняев и Е. А. Оленина; премьера — 6 января 1986 года) — Простакова, жена Терентия Простакова, мать Митрофана
- 1993 — «Дядюшкин сон» одноимённой пьесе Ф. М. Достоевского (режиссёр-постановщик — А. А. Четвёркин; премьера — 6 февраля 1992 года)— Мария Александровна Москалёва
- 1993 — «Царь Борис» по одноимённой трагедии А. К. Толстого (режиссёр-постановщик — Владимир Бейлис; премьера — 25 декабря 1993 года) — Царица Мария Фёдоровна Нагая, во иночестве Марфа, вдова Иоанна Грозного
- 1994 — «Волки и овцы» по одноимённой пьесе Александра Островского (режиссёр-постановщик — Виталий Иванов; премьера — 25 июня 1994 года) — Меропия Давыдовна Мурзавецкая, помещица большого, но расстроенного имения, особа, имеющая большую силу в губернии
- 1996 — «Свои люди — сочтёмся!» по одноимённой пьесе Александра Островского (режиссёр-постановщик — А. А. Четвёркин; премьера — 11 апреля 1996 года) — Аграфена Кондратьевна, жена купца Самсона Силыча Большова, мать Олимпиады Самсоновны (Липочки)
- 2000 — «Бешеные деньги» по одноимённой пьесе Александра Островского (режиссёр-постановщик — Виталий Иванов; премьера — 21 мая 1998 года) — Надежда Антоновна Чебоксарова
- 2001 — «Горе от ума» по одноимённой пьесе Александра Грибоедова (режиссёр-постановщик — Сергей Женовач; премьера — 1 ноября 2000 года) — княгиня Тугоуховская, жена князя Тугоуховского
- 2001 — «Свадьба Кречинского», мюзикл на музыку Александра Колкера и либретто Кима Рыжова по мотивам одноимённой комедии Александра Сухово-Кобылина (режиссёры-постановщики — Виталий Соломин и А. А. Четвёркин; премьера — 11 сентября 1997 года) — Анна Антоновна Атуева, тётка Лидочки Муромской
- 2002 — «Правда — хорошо, а счастье лучше» по одноимённой пьесе Александра Островского (режиссёр-постановщик — Сергей Женовач; премьера — 27 декабря 2002 года) — Филицата, нянька дочери Амоса Барабошева Поликсены[5][6]
- 2004 — «Последняя жертва» по одноимённой пьесе Александра Островского (режиссёр-постановщик — В. Н. Драгунов; премьера — 18 декабря 2004 года) — Глафира Фирсовна, тётка Юлии Павловны Тугиной
- 2006 — «Ревизор» по одноимённой пьесе Николая Гоголя (режиссёры-постановщики — Юрий Соломин и В. Е. Фёдоров; премьера — 6 октября 2006 года) — Анна Андреевна, жена городничего Антона Антоновича Сквозника-Дмухановского
- 2008 — «Горе от ума» по одноимённой пьесе Александра Грибоедова (режиссёр-постановщик — Сергей Женовач; премьера — 1 ноября 2000 года) — Анфиса Ниловна Хлёстова, тётка Софьи Павловны
- 2008 — «Дети солнца» по одноимённой пьесе Максима Горького (режиссёр-постановщик — Адольф Шапиро; премьера — 15 октября 2008 года) — Антоновна, нянька
- 2012 — «Дети Ванюшина» по одноимённой пьесе Сергея Найдёнова (режиссёр-постановщик — Виталий Иванов; премьера — 7 декабря 2012 года) — Арина Ивановна, жена купца Александра Егоровича Ванюшина[7]
- 2017 — «Женитьба» по одноимённой пьесе Николая Гоголя (режиссёр-постановщик — Юрий Соломин; премьера — 24 декабря 2017 года) — Арина Пантелеймоновна, тётка Агафьи Тихоновны Купердягиной
- 2019 — «Дальше — тишина» по киносценарию «Уступи место завтрашнему дню» Виньи Дельмар (режиссёр-постановщик — Юрий Соломин; премьера — 10 марта 2019 года) — Люси Купер, мать
- 2021 — «Идиот» по роману Ф. М. Достоевского (режиссёр-постановщик — Андрей Житинкин; премьера — 19 декабря 2021 года) — Лизавета Прокофьевна Епанчина
- 2022 — «Женитьба Бальзаминова» А. Н. Островского (режиссёр-постановщик — Алексей Дубровский; премьера — 7 апреля 2022 года) — Клеопатра Ивановна Ничкина

### Фильмография
- 1967 — Начало неведомого века (новелла № 1 «Ангел») — беременная крестьянка
- 1970 — Дорога домой — подруга Маши
- 1970 — Секретарь парткома — Полина Гончаренко, секретарь парткома колхоза
- 1971 — Корона Российской империи, или Снова неуловимые — эпизод
- 1974 — Агония — Прасковья Фёдоровна, жена Григория Распутина
- 1974 — Фронт без флангов — Клавдия Герасимовна, председатель колхоза
- 1975 — Не верь, что меня больше нет — Галина
- 1975 — Продавец дождя (фильм-спектакль) — Лиззи
- 1976 — Восхождение — Авгинья Демчиха
- 1977 — Почти смешная история — клиентка парикмахерской
- 1978 — Вас ожидает гражданка Никанорова — Верка, соседка
- 1979 — Молодая хозяйка Нискавуори — Ловийса
- 1980 — На берегу большой реки — тётка Брагиных
- 1982 — Прощание — Вера Носарева, подруга Дарьи
- 1983 — Хозяйка детского дома — Ксения Рябцева, родная мать Сергея Петренко
- 1983 — Конец бабьего лета — Аграфена Куприяновна
- 1983 — В городе хорошая погода… (телевизионный фильм) — Дуся Титова
- 1984 — Через все годы — переводчица
- 1984 — Отряд — Вера
- 1985 — Встретимся в метро — Ангелина, проходчица в метро
- 1985 — Чужой звонок — Нина, тётя Турбиных
- 1986 — Очная ставка — Тамара Георгиевна Митина, капитан милиции, следователь
- 1986 — Гран-па — Агаша, домработница
- 1986 — С неба на землю —
- 1986 — Михайло Ломоносов — Ирина Семёновна Ломоносова (Корельская), мачеха Михайлы Ломоносова
- 1986 — Борис Годунов — женщина с младенцем на руках
- 1987 — Мой боевой расчёт — Полина, мать Сергея
- 1988 — Семь дней Надежды — Надежда Тимофеевна Фомичёва, ткачиха, наставница Надежды Родионовой
- 1989 — Процесс — Лариса Григорьевна Городничева, директор магазина № 56 Октябрьского района
- 1989 — Квартира — инспектор
- 1990 — Униженные и оскорблённые — Анна Андреевна Ихменева
- 1990 — Воспоминание без даты —
- 1990 — Мать Урагана — Агна Ветер
- 1991 — Русские братья — мать Евгения
- 1992 — Большой капкан, или Соло для кошки при полной Луне — Евдокия Филипповна
- 1992 — Три дня вне закона — Варвара Торопова, жена Михаила Васильевича Торопова
- 1993 — Зачем алиби честному человеку? — жена Сергея Алексеевича Шалудкина
- 1993 — Последняя суббота — Ксения Кондратьева
- 1994 — Любовь французская и русская — Наталья Ивановна, свекровь
- 1996 — President и его женщина — бабушка
- 1998—2003 — Самозванцы (все сезоны) — Маша, домработница писателя Алексея Степановича Говорова
- 2000 — Каменская (фильм № 6 «Смерть и немного любви») — Вероника Матвеевна Турбина
- 2000 — Истинные происшествия, или Безумный день монтёра — пассажирка трамвая
- 2002 — Превращение — новая служанка
- 2002 — За кулисами — Анна
- 2003 — Бумер — Собачиха, местная целительница
- 2003 — Чистые ключи — Любовь Тимофеевна
- 2003 — Замыслил я побег — хозяйка автостоянки
- 2004 — Родственный обмен — тётя Катя, соседка
- 2004 — Даша Васильева. Любительница частного сыска 3 (фильмы № 1 «Бассейн с крокодилами» и № 3 «Спят усталые игрушки») — Марья Сергеевна
- 2005 — Доктор Живаго — председатель суда
- 2005 — Казус Кукоцкого — Конягина, министр здравоохранения
- 2005 — Есенин — лектор-есениновед
- 2005 — Правда — хорошо, а счастье лучше — Филицата, нянька дочери Амоса Барабошева Поликсены
- 2007 — Консервы — Серафима Евгеньевна, мать Ольги Давыдовой, тёща Игоря Давыдова, бабушка Ивана
- 2007 — Натурщица — Людмила Рябова
- 2008 — Тяжёлый песок — Татьяна Петровна, домработница адвоката Андрея Михайловича Дольского
- 2008 — Тринадцать месяцев — Мария Николаевна, мать Натальи Рязановой, тёща Глеба Рязанова
- 2008 — Вторжение — Марьяна, мать психолога МЧС Натальи Новицкой
- 2008 — Если нам судьба — Таисия, знахарка
- 2008 — Взрослая жизнь девчонки Полины Субботиной — Михайловна
- 2009 — Каникулы строгого режима — Зинаида Андреевна Образцова, начальник пионерского лагеря «Юнга»
- 2009 — Вердикт — Мария Петровна, председатель суда
- 2009 — Танго с ангелом — Полина Фёдоровна Типцова, бабушка Константина Типцова
- 2010 — Господа Головлёвы — Арина Петровна
- 2010 — Земский доктор — Римма Ивановна Смирнова, врач-физиотерапевт
- 2010 — Мент в законе 3 (фильм № 4 «Призрак прошлого») — Клавдия Ивановна
- 2011 — Реальная сказка — Баба яга
- 2011 — Пилот международных авиалиний — бабка Марья
- 2011 — Заложники любви — Ольга Ивановна, мать Екатерины
- 2011 — Жена генерала — Маланья
- 2011 — Земский доктор. Продолжение — Римма Ивановна Смирнова, врач-физиотерапевт
- 2011 — Жила-была одна баба — Парамоновна, странница
- 2012 — Детка — Люсьена Эдгардовна Быстрова, директор школы
- 2012 — Знахарка — Настасья, бабушка Леси
- 2013 — Берега — Анна Михайловна, бабушка Тани
- 2013 — Вверх тормашками — Катерина, жена Василия
- 2013 — Жить дальше — Анна Васильевна
- 2013 — Земский доктор. Возвращение — Римма Ивановна Смирнова, врач-физиотерапевт
- 2013 — Красные горы — Клавдия Вениаминовна, тётя Жени
- 2013 — Не женское дело (серия № 4 «Партийный резерв») — Бэлла Юрьевна Боровских, вдова полковника
- 2013 — Повороты судьбы — Валентина
- 2013 — Третья мировая — «Темниха», знахарка
- 2013 — Я — Ангина! — Зинаида Григорьевна Добржанская, тётя Маруси
- 2013 — Земский доктор. Любовь вопреки — Римма Ивановна Смирнова, врач-физиотерапевт
- 2014 — Отпуск летом —  Татьяна Семёновна Вишнякова, мать Андрея
- 2014 — Улыбка пересмешника — Василиса Тимофеевна, бабушка Вики
- 2014 — Палач — Наталья Фёдоровна, мать Сергея Борисовича Яковлева
- 2016 — Вы все меня бесите (серия № 14) — врач инфекционной больницы
- 2017 — Всё ещё будет — Усова («Усиха»), бабушка Гусаровых
- 2017 — Пурга — Вера Ивановна, заведующая детским садом
- 2017 — Три сестры — Ольга Прозорова, старшая сестра
- 2020 — Мятеж — Прасковья Степановна
- 2020 — Грозный — Анна Стефановна Глинская, бабушка первого царя всея Руси Ивана Грозного

## Признание заслуг

### Государственные награды
- 1994 — почётное звание «Заслуженный артист Российской Федерации» (29 августа 1994) — за заслуги в области театрального искусства[8][9].
- 1999 — почётное звание «Народный артист Российской Федерации» (25 октября 1999) — за большой вклад в развитие отечественной театральной культуры и в связи со 175-летием Государственного академического Малого театра России[3].
- 2004 — Государственная премия Российской Федерации в области литературы и искусства 2003 года (в области театрального искусства) (12 июня 2004) — за спектакль Государственного академического Малого театра России «Правда — хорошо, а счастье лучше» по пьесе А. Н. Островского.
- 2006 — Орден Дружбы (3 сентября 2006) — за большой вклад в развитие отечественного театрального искусства и многолетнюю плодотворную деятельность[10][11].
- 2010 — Орден «За заслуги перед Отечеством» IV степени (19 апреля 2010) — за большой вклад в развитие отечественного театрального искусства и многолетнюю творческую деятельность[12].
- 2019 — Орден «За заслуги перед Отечеством» III степени (29 мая 2019) — за большой вклад в развитие отечественной культуры и искусства, многолетнюю плодотворную деятельность[13].

### Общественные награды
- 1970 — приз за лучшую женскую роль на IV Всесоюзном кинофестивале в Минске — за исполнение роли секретаря парткома колхоза Полины Гончаренко в художественном фильме «Секретарь парткома».
- 2004 — специальный приз жюри драматического театра и театра кукол на российской национальной премии и фестивале «Золотая маска» в Москве за лучший актёрский ансамбль — за исполнение ролей в спектакле «Правда — хорошо, а счастье лучше» по одноимённой пьесе Александра Островского режиссёра-постановщика Сергея Женовача на сцене Государственного академического Малого театра России в Москве[5][6].
- 2013 — золотой диплом XI Международного театрального форума «Золотой Витязь» (в рамках IV Славянского форума искусств) в Москве (6 декабря 2013 года) актёрскому дуэту (Людмила Полякова и Борис Невзоров) — за исполнение главных ролей в спектакле «Дети Ванюшина» по одноимённой пьесе Сергея Найдёнова режиссёра-постановщика Виталия Иванова на сцене Государственного академического Малого театра России в Москве[7].